# 下館郵便局
下館郵便局（しもだてゆうびんきょく）は茨城県筑西市にある郵便局。民営化前の分類では集配普通郵便局であった。

## 概要
住所：〒308-8799 茨城県筑西市乙1008

## 沿革
- 1872年8月4日（明治5年7月1日） - 下館郵便取扱所として開設[1]。
- 1873年（明治6年） - 下館郵便役所となる。
- 1874年（明治7年） - 下館下西郷谷（しもだてしもにしごや）郵便役所に改称。
- 1875年（明治8年）1月1日 - 下館下西郷谷郵便局（四等）となる。同年、下西郷谷郵便局に改称。為替取扱を開始。
- 1878年（明治11年） - 貯金取扱を開始。
- 1880年（明治13年）4月 - 下館郵便局に改称。
- 1897年（明治30年）2月1日 - 下館郵便電信局となる。
- 1903年（明治36年）4月1日 - 通信官署官制の施行に伴い下館郵便局となる。
- 1935年（昭和10年）11月26日 - 川島郵便局の郵便物集配事務を統合する[2]。
- 1953年（昭和28年）7月 - 局舎新築落成。
- 1980年（昭和55年）10月27日 - 下館市甲から、同市乙に局舎を新築、移転[3]。
- 1996年（平成8年）7月1日 - 外国通貨の両替および旅行小切手の売買に関する業務取扱を開始。
- 2007年（平成19年）10月1日 - 民営化に伴い、併設された郵便事業下館支店に一部業務を移管。
- 2010年（平成22年）4月1日 - 石下集配センターの統括を郵便事業下館支店から同下妻支店に移管。
- 2012年（平成24年）10月1日 - 日本郵便株式会社発足に伴い、郵便事業下館支店を下館郵便局に統合。

## 取扱内容
- 郵便、印紙、ゆうパック、内容証明
- 貯金、為替、振替、振込、国際送金、国債、投資信託
- 生命保険、バイク自賠責保険、自動車保険、がん保険、引受条件緩和型医療保険
- ゆうちょ銀行ATM
- 筑西市の内、旧下館市域の集配業務
- ゆうゆう窓口

## 周辺
- 筑西市役所・下館SPICA
- 筑西市民会館
- 筑西市立中央図書館
- 国道50号
- 国道294号
- 五行川

## アクセス
- JR水戸線、真岡鐵道真岡線、関東鉄道常総線 下館駅（南口）から徒歩約2分
- 北関東自動車道 桜川筑西ICから南西へ約12km
- 駐車場あり：16台